# Monte Saint-Eynard
O monte Saint-Eynard ou monte St.-Eynard é uma montanha no Maciço da Chartreuse nos Alpes com 1379 m de altitude.